# ČEKA
ČEKA (rusko Всероссийская чрезвычайная комиссия по борьбе с контрреволюцией, спекуляцией и саботажем - Vserossijskaja črezvičajnaja komisija po borbé s kontrrevoljuciej, spekuljacijej i sabotažem, slovensko Izredna vseruska komisija za boj proti kontrarevoluciji, špekulacijam in sabotažam; kratica BЧК oziroma ČEKA) je bila prva sovjetska varnostno-obveščevalna služba. 
Organizacijo so na pobudo Vladimirja Lenina ustanovili 20. decembra 1917, njen prvi poveljnik pa je bil Feliks Edmundovič Dzeržinski, poljski aristokrat in viden ruski boljševik. Do konca leta 1918 je v Sovjetski Rusiji nastalo na stotine odborov ČEKE.
Navidezno ustanovljena za zaščito revolucije pred reakcionarnimi silami, »razrednimi sovražniki«, kot so buržoazija in pripadniki duhovščine, je ČEKA kmalu postala orodje politične represije proti vsem političnim nasprotnikom komunističnega režima. Čeka je po naročilih Lenina izvajala množične aretacije, zapiranje, mučenja in usmrtitve brez sojenja. 
Leta 1921 so enote za notranjo obrambo republike (oddelek Čeke) štele vsaj 200.000 vojakov.
Organizacija je bila po koncu ruske državljanske vojne leta 1922 razpuščena in nasledila jo je Državna politična uprava ali GPU.  